# Stephen Lee Bun-Sang
Stephen Lee Bun-Sang (en chino:  李斌生) (Hong Kong, 10 de noviembre de 1956) es un arquitecto chino y sacerdote católico, incardinado en la Prelatura del Opus Dei. Fue ordenando obispo en 2014, y desde 2016 es Obispo de Macao.

## Biografía

### Formación
Stephen Lee Bun-sang nació en Hong Kong en 1956. Durante su juventud, a la edad de diecinueve años, recibió el bautismo en la Iglesia de Santa Margarita, en Hong Kong, el 24 de julio de 1976. Tras realizar los estudios elementales en Hong Kong, se trasladó al Reino Unido para estudiar Arquitectura, primero en el Oxford Polytechnic (actual Universidad Oxford Brookes, 1976-1977), y después en la London School of Architecture (1977-1981). En 1978 solicitó la admisión en la Prelatura del Opus Dei de Londres, como numerario. Obtuvo una licenciatura en Arquitectura en 1981.
Tras finalizar sus estudios universitarios, regresó a Hong Kong, donde trabajó como arquitecto durante unos dos años. En 1984 continuó sus estudios eclesiásticos en Roma, donde estudió Teología y Filosofía en el Colegio Romano de la Santa Cruz, un seminario internacional del Opus Dei. Posteriormente se doctoró en Derecho Canónico en la Universidad de Navarra (Pamplona), con una tesis doctoral sobre las relaciones entre la Iglesia y el Estado en la República Popular China, que fue posteriormente publicada en un libro.

### Sacerdocio
El 20 de agosto de 1988 fue ordenado sacerdote en el Santuario de Torreciudad (Huesca), siendo incardinado en el Opus Dei. En 1989 comenzó a realizar una labor pastoral en Hong Kong, donde fue capellán de algunos centros de formación y escuelas del Opus Dei, así como defensor del vínculo en el Tribunal Diocesano de Hong Kong. En 1994 pasó a ser director del colegio católico Tak Sun (德信中學), cuya capellanía y apoyo espiritual corre a cargo del Opus Dei. En 2011 fue nombrado por monseñor Javier Echevarría (entonces prelado del Opus Dei) vicario regional del Opus Dei para Asia-Pacífico.
Además de su preocupación por la educación de niños y jóvenes, su actividad pastoral también se centró en la organización de retiros y cursos de retiros, así como la catequesis y la enseñanza de la doctrina católica en el Opus Dei y en diversas parroquias y comunidades de monjas de la Diócesis de Hong Kong. 
Como experto en Derecho Canónico, se interesó especialmente por el problema de cómo aplicar el derecho canónico en situaciones irregulares, como las que vive la Iglesia católica en China continental, cuya autonomía y libertad religiosa están severamente limitadas por las autoridades de la República Popular China, concretamente por la Asociación Patriótica Católica China.

### Obispo auxiliar de Hong Kong
El 11 de julio de 2014, Stephen Lee fue nombrado obispo auxiliar de Hong Kong por el Papa Francisco. Fue ordenado obispo el 30 de agosto de 2014, en la Catedral de la Inmaculada Concepción, junto con Michael Yeung Ming-cheung y Joseph Ha Chi-sing, dos sacerdotes chinos que también se convertirían en obispos auxiliares de Hong Kong. Su ministerio episcopal en Hong Kong se centró más en la pastoral familiar, la formación de laicos, la catequesis, las escuelas católicas, las comunicaciones, la Comisión Litúrgica, el Comité Diocesano de Bioética y proyectos de construcción.

### Obispo de Macao
Con la dimisión del entonces obispo de Macao, José Lai Hung-seng, ocurrida el 16 de enero de 2016, el Papa Francisco nombró ese mismo día a Stephen Lee como nuevo obispo de Macao. Tomó posesión de la diócesis el 23 de enero de 2016, en una ceremonia litúrgica que también celebró oficialmente el 440 aniversario del establecimiento de la Diócesis de Macao.
Debido a su amplia experiencia internacional, en parte como resultado de sus estudios académicos realizados en diferentes países, tiene un buen dominio del chino (cantonés y mandarín), inglés y español.Consciente de las tradiciones y costumbres portuguesas que aún se viven en la Diócesis, prometió aprender portugués y mantener el idioma portugués en las Misas y otras actividades de la Iglesia. En la misa de toma de posesión como obispo de Macao (23 de enero de 2016), pronunció un breve discurso en portugués.